# 漢都亞傳
《漢都亞傳》(馬來文： Hikayat Hang Tuah，爪夷文：حکاية هڠ تواه)是一部橫跨很長時間，關於馬六甲王朝的英雄史詩。漢都亞是一個傑出的海軍統帥和馬來戰士，忠於他的國王，特別是在15世紀期間馬六甲蘇丹滿速沙執政的年代。這個故事大概1700年撰寫（根據萊頓手稿Cod.Or.1762），但完整的手稿於1849年發現。

## 內容梗概
年輕時，漢都亞和他的同伴，漢惹拔(Hang Jebat)、漢卡斯都里(Hang Kasturi)、漢叻基(Hang Lekir)和漢叻古(Hang Lekiu)殺海盜。一次村裡有人在附近橫衝直撞，漢都亞和同伴救了馬六甲宰相。馬六甲宰相看到了他們的才華，引介他們在宮中工作。漢都亞在訪問滿者伯夷的期間，殺害了爪哇戰士大明沙利(Taming Sari)。漢都亞得到了滿者伯夷國王御賜了大明沙利的馬來短劍，有了這把馬來短劍可以刀槍不入。
漢都亞被指責與蘇丹的宮女通姦，蘇丹滿速沙不經審訊就決定懲罰無辜的漢都亞。但是，死刑並沒有執行，而漢都亞由宰相送到一個地方。大家相信漢都亞死了，漢惹拔（根據漢都亞傳）或漢卡斯都里（根據馬來紀年的）反抗滿速沙，並製造叛亂。蘇丹滿速沙後悔判了漢都亞死刑漢都亞，可是只有漢都亞能夠殺死漢惹拔（或漢卡斯都里）。最後，宰相把漢都亞從藏身處帶回馬六甲，懇求蘇丹赦免。戰鬥為期7天，漢都亞用大明沙利馬來短劍殺了漢惹拔（或漢卡斯都里）。
漢惹拔死後，漢都亞繼續為蘇丹滿速沙服務。後來，漢都亞奉蘇丹馬末沙之命追求傳說中的金山公主(Puteri Gunung Ledang)。他在該任務失敗，由於尷尬，漢都亞消失了，再沒有出現。
馬來文化對漢都亞傳說高度重視。事實上，一個在馬來文學最熱門的辯論議題是漢都亞和漢惹拔間的對決。漢都亞代表對蘇丹的絕對忠誠，漢惹拔則象徵真理和正義的象徵。因此目前的問題是：誰是正確的。
雖然人們普遍認為，漢都亞有四個朋友，有人質疑漢叻基(Hang Lekir)和漢叻古(Hang Lekiu)是不是兩個不同的人。在爪哇文原本，字母“ر”（ra，代表Lekir中的r）和字母“و”（Wow，代表Lekiu中的u）非常相似。由於相似，所以誤譯。然而許多歷史學家和文學專家不同意，並指出，五個朋友是黑天(Lord Krishna，一譯克里什那)的五個勇士，漢都亞傳是印度史詩摩訶婆羅多的馬來版。
此外，漢都亞傳對爪哇人和處理馬六甲和滿者伯夷之間的競爭是非常關鍵的。在文學作品中，許多騙子和惡棍都來自滿者伯夷或爪哇。滿者伯夷的國王被描繪成一個優柔寡斷的人，滿者伯夷大臣牙也麥達(Gajah Mada) 被描繪得狡猾又絕情。
《漢都亞傳》於1908年首次出版，編輯蘇萊曼．穆罕默德．努爾(Sulaiman bin Muhammed Nur)和威廉．舍拉貝爾 （页面存档备份，存于）(William Shellabear)

## 馬來西亞國家圖書館藏書
馬來西亞國家圖書館 （页面存档备份，存于）有兩本超過200年歷史的《漢都亞傳》的複本，索書號分別是MSS 1658和MSS 1713。儲存在抗酸性的盒子裡，按照標準的保護需要製作。

## 世界記憶名錄
2001年，聯合國教科文組織把《漢都亞傳》列入的世界記憶名錄，作為馬來西亞的世界文化遺產。